# Tricimba laevigata
Tricimba laevigata är en tvåvingeart som beskrevs av Ismay 1993. Tricimba laevigata ingår i släktet Tricimba och familjen fritflugor. Inga underarter finns listade i Catalogue of Life.